# Округ Емонс (Северна Дакота)
Емонс (енгл. Emmons County) је округ у америчкој савезној држави Северна Дакота.

## Демографија
По попису из 2010. године број становника је 3.550, што је 781 (-18,0%) становника мање него 2000. године.
| Група             | 2000.         | 2010.         |
| Белци             | 4.257 (98,3%) | 3.468 (97,7%) |
| Афроамериканци    | 2 (0,0%)      | 2 (0,1%)      |
| Азијати           | 7 (0,2%)      | 6 (0,2%)      |
| Хиспаноамериканци | 50 (1,2%)     | 34 (1,0%)     |
| Укупно            | 4.331         | 3.550         |